# سوزانا أماتوني
سوزانا (شوشانيك) أماتوني ((بالأرمنية: Շուշանիկ (Սուսաննա) Բակենի Ամատունի)‏، 28 فبراير 1924 يريفان - 20 مارس 2010 يريفان) كان ناقدًا فنيًا أرمينيًا وعالمًا موسيقيًا ودكتورًا في الآداب (1988) وأستاذًا (1997) ومعلمًا فخريًا لاتحاد الجمهوريات الاشتراكية السوفياتية (1966).

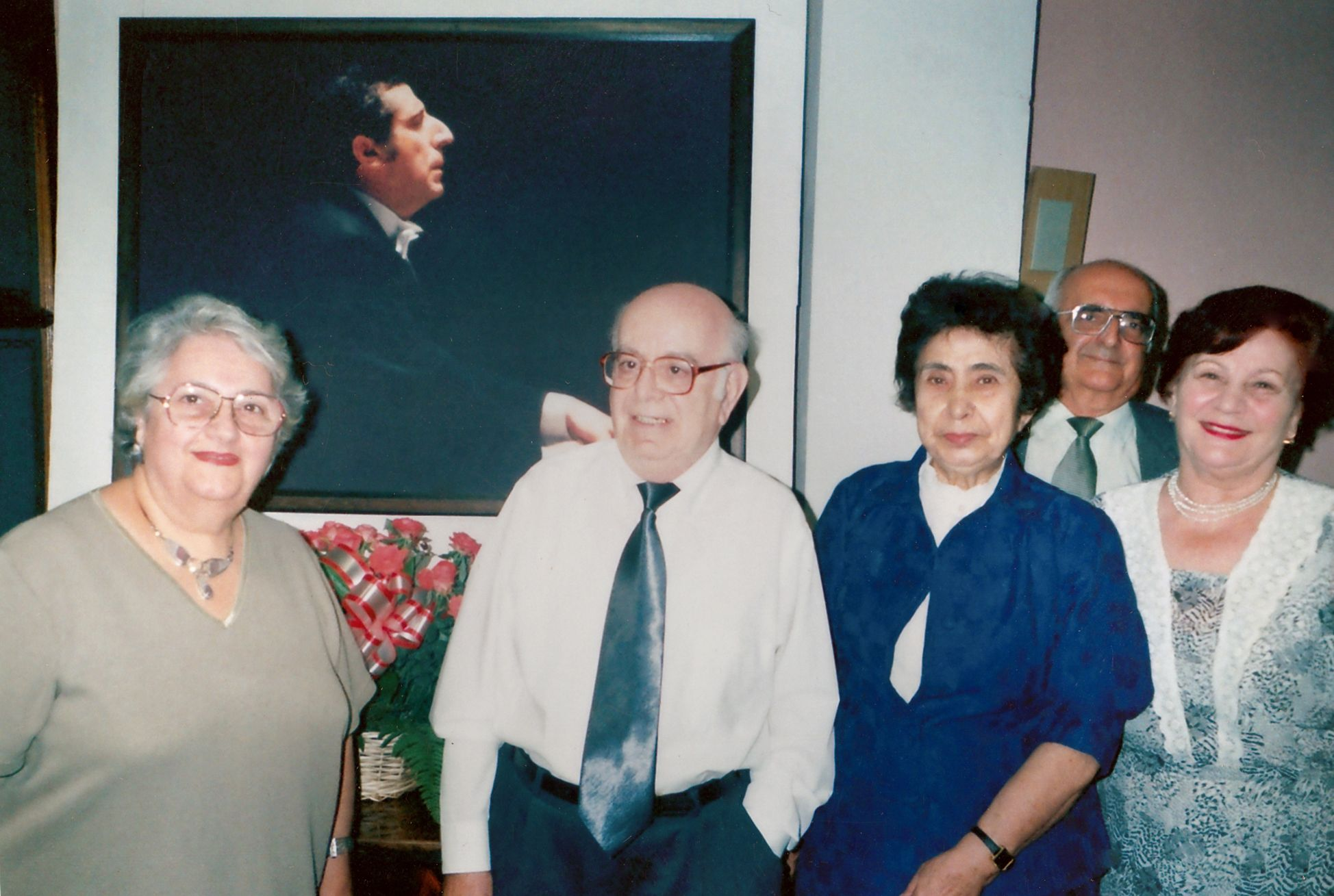
أماتوني سوزانا و جيجوني تشيتشيان وآخرون

## الأعمال
أماتوني هي مؤلفة أكثر من 50 مقالة علمية. شاركت في العديد من المؤتمرات العلمية في مدن مختلفة من اتحاد الجمهوريات الاشتراكية السوفياتية: موسكو ولينينغراد وتبليسي ويريفان. لها مؤلفات مختلفة مفيدة منها «أرنو باباجانيان».